# ネサワルコヨトル (メヒコ州)
ネサワルコヨトル（Nezahualcóyotl）はメキシコ中部、メヒコ州の基礎自治体（ムニシピオ）であり、その筆頭市も同名のネサワルコヨトル市(Ciudad Nezahualcóyotl)である。しばしばネサ(Neza)と略称される。
メキシコシティの北東に隣接し、メキシコシティ都市圏の一部をなす。

## 概要
ネサワルコヨトルの基礎自治体は1963年4月3日に成立した。その名前は、15世紀のテスココ王で、アステカ帝国創立の主要な人物で、詩人でもあったネサワルコヨトルにちなんで命名されている。
市の人口は107万7208人（2020年）で基礎自治体とほぼ同じである。人口は、メヒコ州ではエカテペックに次ぐ第2位の規模である。

## 地理
ネサワルコヨトルはメキシコ盆地東部を構成する。歴史的にはテスココ湖の湖底であり、土地は平坦である。基礎自治体の面積は63.74平方キロメートル、標高は2,220メートルである。北西はエカテペック、西はメキシコシティのグスタボ・A・マデロとベヌスティアーノ・カランサの両区、南はイスタカルコとイスタパラパの両区、東はラ・パス・チマルワカン・アテンコに接する。

## 気候
ネサワルコヨトルは温帯で、夏は雨が多くて湿度が高く、春は雨が少ない。気温は概ね27度と7度の間である。年間平均降水量は518.8ミリメートルである。

## 施設
サッカー競技場のネサ86 (Estadio Neza 86) は1986 FIFAワールドカップが開催されたことで知られる。
パルケ・デル・プエブロは1975年に開園した公園で、2003年に改造されて動物園つきの公園になった。
2000年に開通したメキシコシティ地下鉄B号線のネサワルコヨトル駅、インプルソラ駅、リオ・デ・ロス・レメディオス駅がある。

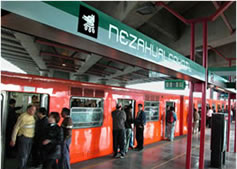
ネサワルコヨトル駅

## 歴史
ネサワルコヨトル基礎自治体はかつてのテスココ湖の湖底にあたり、干拓によって陸地になった。
地名は湖の東岸にあった都市テスココの王ネサワルコヨトルにちなむ。彼は建築家として優れ、神殿・宮殿・水道などを建設した。
スペイン植民地時代にメキシコシティの洪水対策として始まった湖の干拓は、事業開始から300年近くたったポルフィリオ・ディアス大統領時代の1900年にようやく完了した。1919年に干拓された土地が農地として売りに出された。しかしながら干拓地は塩害がひどくて農業には向かなかった。
第二次世界大戦の終わりごろにメキシコシティへ大量の移住者が集中し、ネサワルコヨトルには不法な建築が作られるようになった。しかし電気・下水道・飲料水などのインフラがなく、学校も舗装道路もなかった。
今のネサワルコヨトルにあたる地の人口は1949年には約2000人だったが、1954年には4万人に増加した。しかしそれだけの人口を支えるだけのインフラが備わっていなかった。1960年にこの地の33の地区の連合は自治を求め、1963年に認められて独立した自治体になった。
ネサワルコヨトルはスラムであふれ、教育・交通・健康などの生活水準は低く、メキシコ人から見てもきわめて危険な地域である。しかしながら劣悪なインフラについては少しずつ改良されている。